# Ottnang am Hausruck
Ottnang am Hausruck est une commune autrichienne du district de Vöcklabruck en Haute-Autriche.